# Nyabihuna (vattendrag)
Nyabihuna är ett vattendrag i Burundi.   Det ligger i provinsen Bujumbura Rural, i den centrala delen av landet, 17 km öster om huvudstaden Bujumbura.
Omgivningarna runt Nyabihuna är en mosaik av jordbruksmark och naturlig växtlighet. Runt Nyabihuna är det ganska tätbefolkat, med 185 invånare per kvadratkilometer.